# Хоакин (Тексас)
Хоакин (енгл. Joaquin) град је у америчкој савезној држави Тексас. По попису становништва из 2010. у њему је живело 824 становника.

## Демографија
Према попису становништва из 2010. у граду је живело 824 становника, што је 101 (10,9%) становника мање него 2000. године.
| Група             | 2000.       | 2010.       |
| Белци             | 705 (76,2%) | 600 (72,8%) |
| Афроамериканци    | 176 (19,0%) | 127 (15,4%) |
| Азијати           | 0 (0,0%)    | 0 (0,0%)    |
| Хиспаноамериканци | 29 (3,1%)   | 87 (10,6%)  |
| Укупно            | 925         | 824         |